# Ермагамбетов, Балекеш
Балекеш Ермагамбетов, другой вариант имени — Балакеш (каз. Балакеш Ермағанбетов; 1891 год, аул Жигер — 1989 год) — старший табунщик колхоза «Сазды» Аральского района Кзыл-Ординской области, Казахская ССР. Герой Социалистического Труда (1948).
Трудился табунщиком, старшим табунщиком в колхозе «Сазды» Аральского района. В 1947 году вырастил 100 жеребят от 100 кобыл. Указом Президиума Верховного Совета СССР от 23 июля 1948 года «за получение высокой продуктивности животноводства в 1947 году» удостоен звания Героя Социалистического Труда с вручением ордена Ленина и золотой медали «Серп и Молот».
Позднее работал чабаном в этом же колхозе.